# Независимость Азербайджана
Впервые Азербайджан приобрёл независимость 28 мая 1918 года, провозгласив Азербайджанскую Демократическую Республику, которая просуществовала всего 23 месяца. Независимость была восстановлена спустя 71 год, в 1991 году, 18 октября принятием Акта о независимости Азербайджанской Республики. До 1918 года у азербайджанцев не существовало собственной государственности, и в отличие от соседних грузин и армян, считавших себя продолжателями многовековой национальной традиции, мусульмане Закавказья рассматривали себя как составную часть большого мусульманского мира, уммы.

## Азербайджанская Демократическая Республика
После Февральской революции 1917 года, в Царской России ситуация обострилась. 14 сентября 1917 года Временное правительство провозгласило Россию республикой, но 25 октября правительство было свергнуто. 28 ноября 1917 года в Тифлисе был создан Закавказский комиссариат. В начале 1918 года царская власть решила создать Закавказский сейм и передать местную власть к этой организации, которая начала свою работу в феврале 1918 года и исполняла роль законодательного органа комиссариата. Сейм сформировал Закавказское правительство. Сейм представлялся тремя основными политическими фракциями:
1. Грузинские меньшевики (социал-демократы)
2. Азербайджанская фракция партии «Мусават» и примыкающие к ней беспартийные члены
3. Армянская партия «Дашнакцутюн» и другие малые партии.

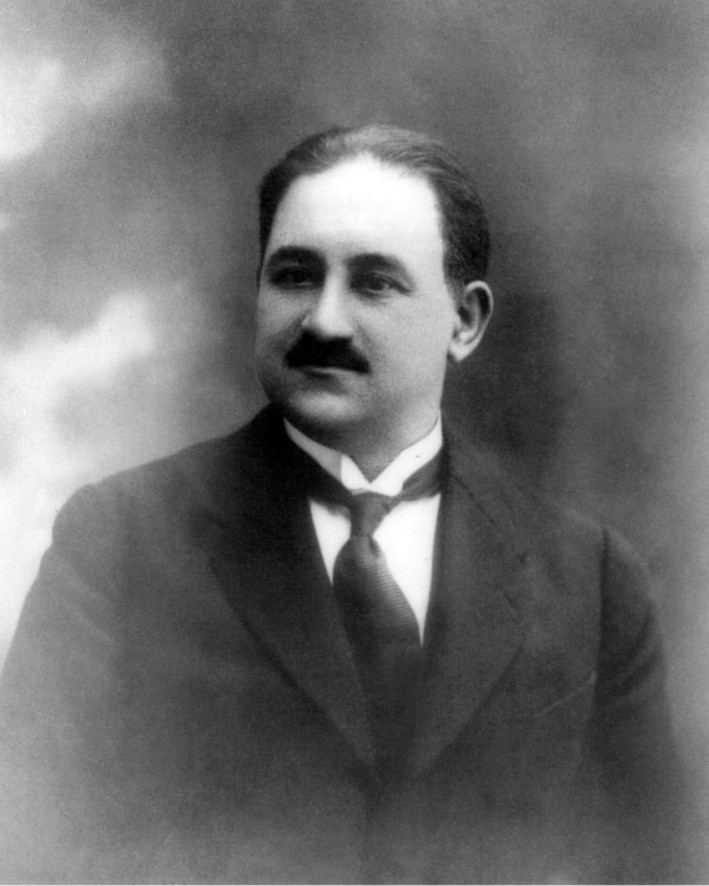
Председатель Национального Совета — Мамед Эмин Расулзаде

После образования, Сейм начал процесс переговоров с Турцией, мир с которым должен был стать постоянным. Согласно программе переговоров государственные границы 1914 года должны быть восстановлены. Пока Сейм и Турция готовились к переговорам, Россия и Германия подписали Брестский договор, условия которого не были приняты Сеймом. Согласно условиям договора Ардаган, Карс и Батуми переходили к Турции, которая в свою очередь потребовала немедленно вывести закавказские войска со своих земель. 14 марта начал работу Трабзонская конференция по урегулированию конфликта между Турцией и Сеймом. В это же время ситуация на Закавказье сильно обострилась в связи с мартовскими событиями в Баку. 7 апреля мусульманская фракция во главе с Фатали Ханом Хойским заявила о выходе из правительства. 22 апреля было принято решение о создании независимой Закавказской Демократической Федеративной Республики со столицей в Тифлисе.

### Провозглашение независимости
26 мая прошло последнее заседание Закавказского сейма, на котором Грузия объявила о выходе, а Сейм о самороспуске 27 мая мусульманская фракция провела заседания в связи с сложившейся ситуацией. Было принято решение создать Временный Национальный Совет Азербайджана, во главе с Мамед Эмином Расулзаде, что стало основой для провозглашения независимости и объявления республики. Председателем исполнительного Комитета был избран Фатали Хан Хойский. 28 мая члены Национального Совета провели заседание. На заседании обсуждалась текущая ситуация, роспуск Сейма и провозглашение независимости Грузии, а также был избран президиум. Была принята декларация Независимости и тем самым провозглашена Азербайджанская Демократическая Республика.

### Правительства Республики
После принятия декларации Независимости, Фатали хан став председателем Совета Министров и Министром Внутренних Дел сформировал первое правительство республики, которое просуществовало до переезда правительства. 16 июня Совет и правительство Азербайджана переехало в Гянджу и первый кабинет подал в отставку. 17 июня был сформирован второй кабинет правительства. 15 сентября Баку была освобождена и двумя днями позднее правительство переехало в Баку. 6 октября в правительственном составе кабинета министров были осуществлены изменения. 7 декабря состоялось первое заседание Парламента Азербайджанской Демократической Республики, председателем которого был избран Али Мардан бек Топчибашев. На заседании была принята отставка второго правительственного состава. 26 декабря, на очередном заседании Парламента Фатали хан Хойский представил третий состав правительственного состава Республики. 25 февраля 1919 года третий состав подал в отставку. Но до формирования нового состава кабинет продолжил деятельность. Насиб беку Усуббекову было поручено сформировать новый правительственный состав. 14 апреля был утверждён четвёртый состав кабинета. Пятый кабинет республики и второй по счёту председателя Насиб бека был сформирован 22 декабря, который просуществовал до 20 марта 1920 года. В марте ситуация была обострённая. Формирование нового правительственного состава было поручено Мамед-Гасану Гаджинскому, но сформировать правительство не удалось.
| Первый кабинет (28 мая 1918 — 17 июня 1918) | Второй кабинет (17 июня 1918 — 6 октября 1918) | Второй кабинет (обновлённый состав) (6 октября 1918 — 7 декабря 1918) | Третий кабинет (26 декабря 1918 — 14 марта 1919) | Четвёртый кабинет (14 марта 1919 — 22 декабря 1919) | Пятый кабинет (24 декабря 1919 — 1 апреля 1920) |
| - Председатель Совета Министров и министр внутренних дел — Фатали-хан Хойский - Военный министр — Хосров Паша-бек Султанов - Министр иностранных дел — Мамед Гасан Гаджинский - Министр финансов и министр народного просвещения — Насиб бек Усуббеков - Министр юстиции — Халил бек Хасмамедов - Министр торговли и промышленности — Мамед Юсуф Джафаров - Министр земледелия и министр труда — Акпер Ага Шейхульисламов - Министр путей сообщения и министр почты и телеграфа — Худадат бек Мелик-Асланов - Государственный контролер — Джамо бек Гаджинский | - Председатель Совета министров и министр юстиции — Фатали хан Хойский - Министр иностранных дел — Мамед Гасан Гаджинский - Министр просвещения и вероисповедания — Насиб бек Усуббеков - Министр внутренних дел — Бейбут Ага Джаваншир - Министр земледелия — Хосров бек Султанов - Министр здравоохранения и социального обеспечения — Худадат бек Рафибеков - Министр путей сообщения — Худадат бек Мелик-Асланов - Министр торговли и промышленности — Ага Ашуров - Министр финансов — Абдул Али бек Амирджанов - Министр без портфеля — Алимардан бек Топчибашев - Министр без портфеля — Муса бек Рафиев - Министр без портфеля — Халил бек Хасмамедов | - Председатель Совета министров — Фатали-хан Хойский - Министр торговли, промышленности и внутренних дел — Бейбут Ага Джаваншир - Министр иностранных дел — Алимардан бек Топчибашев - Министр финансов — Мамед Гасан Гаджинский - Министр народного просвещения — Насиб бек Усуббеков - Министр путей сообщения — Халил бек Хасмамедов - Министр земледелия — Хосров бек Султанов - Министр народного здравия — Худадат бек Рафибеков - Министр почт и телеграфа — Ага Ашуров - Министр призрения и вероисповеданий — Муса бек Рафиев - Уполномоченный по военным делам — Зиядханов Исмаил хан - Государственный контролёр — Абдул Али бек Амирджанов | - Министр-председатель и министр иностранных дел — Фатали Хан Хойский - Министр внутренних дел — Халил бек Хасмамедов - Министр финансов — И. Н. Протасов - Министр путей сообщения — Худадат бек Мелик-Асланов - Министр юстиции — Теймур хан Макинский - Министр народного просвещения и вероисповеданий — Насиб бек Усуббеков - Министр почты, телеграфа и труда — Аслан бек Сафикюрдский - Военный министр — Самед бек Мехмандаров - Министр призрения — Рустам хан Хойский - Министр народного здравия — Евсей Яковлевич Гиндес - Министр торговли и промышленности — Мирза Асадуллаев - Государственный контролёр — Мамедгасан Гаджинский - Министр продовольствия — Константин Николаевич Лизгар Министр земледелия — Xосров бек Султанов | - Председатель совета министров и министр внутренних дел — Насиб бек Усуббеков - Министр финансов — Алиага Гасанов - Министр торговли и промышленности — Ага Аминов - Министр иностранных дел — Маммед Юсиф Джафаров - Министр путей сообщения — Худадат бек Мелик-Асланов - Министр почт и телеграфа — Джамо Гаджинский - Военный министр — Самед бек Мехмандаров - Министр призрения — Виктор Викторович Кленевский - Министр здравоохранения — А. Н. Дастаков - Министр просвещения и вероисповедания — Рашид хан Капланов - Министр земледелия — Аслан бек Кардашев - Министр без портфеля — X. Амаспюр - Министр-контролер — Нариман бек Нариманбеков - Министр юстиции и труда — Аслан бек Сафикюрдский - Впоследствии министр внутренних дел — Мамедгасан Гаджинский | - Председатель Совета Министров — Насиб бек Усуббеков - Министр иностранных дел — Фатали хан Хойский - Военный министр — Самед бек Мехмандаров - Министр внутренних дел — Мамедгасан Гаджинский а впоследствии Мустафа бек Векилов - Министр юстиции — Халил бек Хасмамедов - Министр финансов — Рашид хан Капланов - Министра просвещения и вероисповедания — Гамид ага Шахтахтинский (с 5 марта 1920 года Нурмамед бек Шахсуваров) - Министр труда и земледелия — Ахмед бек Пепинов - Министр путей сообщения и одновременно министр торговли, промышленности и продовольствия - Худадат бек Мелик-Асланов (с 18 февраля 1920 года министр торговли, промышленности и продовольствия — Мамедгасан Гаджинский); - Министр почт и телеграфов — Джамо Гаджинский - Министра здравоохранения и призрения — Муса бек Рафиев - Государственный контролер — Гейбатгулу Мамедбейли |

### Значимые постановления
- 21 июня 1918 года — принятие государственного флага[19]
- 26 июня 1918 года — создание Азербайджанской Национальной Армии[20]
- 27 июня 1918 года — объявление государственного языка
- 7 ноября 1918 года — создание Военного Министерства[21]
- 9 ноября 1918 года — принятие нового государственного флага[22]
- 19 ноября 1918 года — принятие закона об образовании Парламента[23]
- 7 декабря 1918 года — создание Парламента[23]
- 11 августа 1919 года — принятие закона об азербайджанском гражданстве[24]
- 28 августа 1919 года — принятие закона о Государственном банке[25]
- 1 сентября 1919 года — создание Бакинского государственного университета[26]
- 30 сентября 1919 года — открытие Государственного Банка
- 11 января 1920 года — принятие решения о признании де-факто независимости Азербайджана Верховным Советом Парижской мирной конференции[27]

### Падение республики
В начале 1920 года политическая ситуация была нестабильной. Одной из причин было отсутствие сильного кабинета. Другой причиной стало возобновление армяно-азербайджанского конфликта. В Карабахе ситуация вынудила Азербайджан перебросить все войска туда. Воспользовавшись этим, 27 апреля армия XI Красной армии без сопротивление перешли северную границу Азербайджана и 28 апреля вошли в Баку. Был положен конец демократической республике и установлена Советская Социалистическая Республика Азербайджана. АДР просуществовала всего 23 месяца.
В декабре 1922 года была создана Закавказская Социалистическая Федеративная Советская Республика, в состав которой вошли Азербайджан, Армения и Грузия. В 1938 году ЗСФСР была ликвидирована и Азербайджан вошёл в состав СССР.

## Азербайджанская Республика

### Восстановление независимости

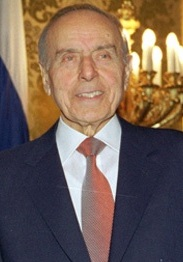
Третий Президент Азербайджана — Гейдар Алиев

Годы перестройки СССР создали благоприятные условия для восстановления утерянной 70 лет назад независимости. 30 августа 1991 года Верховным Советом Азербайджана была принята декларация «О восстановлении государственной независимости Азербайджанской Республики», а 18 октября был принят акт «О государственной независимости Азербайджанской Республики». Первым президентом Азербайджанской Республики стал Аяз Муталибов, который 6 марта 1992 года подал в отставку. До проведения президентских выборов, исполняющими обязанности президента были Ягуб Мамедов, а затем Иса Гамбар. 7 июня 1992 года были проведены выборы, по результатам которых председатель Народного Фронта Абульфаз Эльчибей стал президентом.
Год спустя 4 июня 1993 года, в Гяндже вспыхнул мятеж против президента, который возглавил полковник Сурет Гусейнов. Правительство не смогло приостановить мятеж, и из Нахичевани был приглашён председатель Верховного Совета Нахичеванской АР Гейдар Алиев. 10 июня председатель Милли Меджлиса Иса Гамбар подал в отставку, и 5 дней спустя Гейдар Алиев был избран новым председателем Меджлиса. Президент Абульфаз Эльчибей уехал на свою родину, Нахичевань. В конце июня начались переговоры между Гейдаром Алиевым и Суретом Гусейновым, которые не продлились долго. Вскоре мятежники отступили. В октябре 1993 года по результатам всеобщего голосования Гейдар Алиев был избран президентом. Сурет Гусейнов был назначен премьер-министром. В октябре 1994 года в стране ситуация обострилась и в Гяндже в то же время вспыхнул политический кризис. 7 октября Милли Меджлис принял отставку Сурета Гусейнова, обвинив его в организации мятежа. В 1999 году он был приговорён к пожизненному заключению. В 2004 году Ильхам Алиев помиловал и освободил Гусейнова.
Также в мае 1994 года между Азербайджаном, Арменией и непризнанной НКР было подписано соглашение о прекращении огня.
12 ноября 1995 года была принята Конституция Азербайджанской Республики, которая обладает высшей юридической силой.

### Символы Республики
1. 5 февраля 1991 года Верховный Совет Азербайджана принял постановление о признании флага Азербайджанской Демократической Республики, принятого 9 ноября 1918 года государственным флагом Азербайджана[34][35].
2. 27 мая 1992 года марш Азербайджана написанный в 1918 году, который не был принят официально в АДР был провозглашён государственным гимном[34][36].
3. 19 января 1993 года герб, который не был официально принят в демократической республике, с некоторыми изменениями был провозглашен официальным символом Азербайджанской Республики[34][37].

## Знаменательные дни
- 28 мая — День независимости[38]
- 15 июня — День национального спасения
- 26 июня — День Вооружённых Сил[39]
- 18 октября — День восстановления независимости
- 9 ноября — День государственного флага
- 12 ноября — День Конституции[40]